# Florida International University

Logotypen för Florida International University.

Florida International University (FIU) är ett statligt amerikanskt forskningsuniversitet i Miami, Florida. FIU har två stora campus i Miami-Dade County, med sitt huvudcampus i University Park.
De tävlar med 17 universitetslag i olika idrotter via deras idrottsförening FIU Panthers.